# Södermanland
Södermanland (Södermanlands län) je kraj na jihovýchodním pobřeží Švédska. Sousedí s kraji Östergötland, Örebro, Västmanland, Uppsala, Stockholm a Baltským mořem. Leží zde oblíbená kempingová lokalita "Sörmlandsleden" zahrnující asi 1000 km turistických cest.
Södermanland je díky městům jako Trosa, která je čtvrtým nejbohatším švédským městem, nejbohatším krajem Švédska.

## Obce

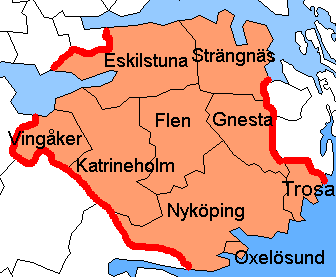
Obce

- Eskilstuna

- Flen
- Gnesta
- Katrineholm
- Nyköping
- Oxelösund
- Strängnäs
- Trosa
- Vingåker

## Symboly
Södermanland převzal svůj znak od provincie Södermanland. Pokud je znak zobrazen s královskou korunou, reprezentuje krajskou správní radu.

## Historie
V 17. století byl Södermanland rozdělen do tří krajů: Nyköping, Gripsholm and Eskilstunahus. Tyto kraje byly v roce 1683 opět sloučeny.